# Сентер-Ридж (Арканзас)
Сентер-Ридж (англ. Center Ridge) — переписна місцевість (CDP) в США, в окрузі Конвей штату Арканзас. Населення — 290 осіб (2020).

## Географія
Сентер-Ридж розташований за координатами 35°22′51″ пн. ш. 92°34′33″ зх. д. / 35.38083° пн. ш. 92.57583° зх. д. (35.380748, -92.575716).  За даними Бюро перепису населення США в 2010 році переписна місцевість мала площу 23,06 км², з яких 22,93 км² — суходіл та 0,12 км² — водойми.

## Демографія
Згідно з переписом 2010 року, у переписній місцевості мешкало 388 осіб у 150 домогосподарствах у складі 110 родин. Густота населення становила 17 осіб/км².  Було 165 помешкань (7/км²). 
Расовий склад населення:
| - 89,7 % — білих - 5,2 % — чорних або афроамериканців - 3,4 % — корінних американців - 0,5 % — азіатів |

До двох чи більше рас належало 1,0 %. Іспаномовні складали 1,8 % від усіх жителів.
За віковим діапазоном населення розподілялося таким чином: 24,7 % — особи молодші 18 років, 61,4 % — особи у віці 18—64 років, 13,9 % — особи у віці 65 років та старші. Медіана віку мешканця становила 39,0 року. На 100 осіб жіночої статі у переписній місцевості припадало 99,0 чоловіків;  на 100 жінок у віці від 18 років та старших — 98,6 чоловіків також старших 18 років.
Середній дохід на одне домашнє господарство  становив 45 649 доларів США (медіана — 35 000), а середній дохід на одну сім'ю — 48 177 доларів (медіана — 35 739). За межею бідності перебувало 41,3 % осіб, у тому числі 49,0 % дітей у віці до 18 років та 54,4 % осіб у віці 65 років та старших.
Цивільне працевлаштоване населення становило 150 осіб. Основні галузі зайнятості: освіта, охорона здоров'я та соціальна допомога — 50,0 %, будівництво — 20,0 %, виробництво — 12,7 %, роздрібна торгівля — 6,0 %.